# Bombylisoma iris
Bombylisoma iris är en tvåvingeart som först beskrevs av Szilady 1942.  Bombylisoma iris ingår i släktet Bombylisoma och familjen svävflugor.
Artens utbredningsområde är Tanzania. Inga underarter finns listade i Catalogue of Life.